# A Night at the Opera (album Blind Guardian)
A Night at the Opera – płyta zespołu power metalowego Blind Guardian wydana w 2002 roku. W tym wydaniu mamy do czynienia z symfonicznym metalem, dużo tutaj wielogłosów i polifonii, są także partie skrzypcowe. 
Tematem utworów są m.in. mity arturiańskie, krucjaty i wojna trojańska. Album przez wielu fanów uznawany jest za najlepszy i najbardziej charakterystyczny w dorobku zespołu.

## Lista utworów
1. Precious Jerusalem
2. Battlefield
3. Under the Ice
4. Sadly Sings Destiny
5. The Maiden and the Minstrel Knight
6. Wait for an Answer
7. The Soulforged
8. Age of False Innocence
9. Punishment Divine
10. And Then There Was Silence

- Piosenki bonusowe (wersje piosenki Harvest of Sorrow):

1. Harvest of Sorrow (wersja akustyczna, Japoński Bonus)
2. Mies del Dolor (Hiszpański/Południowoamerykański Bonus)
3. La Cosecha del Dolor (Argentyński Bonus)
4. Frutto del Buio (Włoski Bonus)
5. Moisson de Peine (Francuski Bonus)

## Skład zespołu
- Hansi Kürsch – wokal
- André Olbrich – gitara prowadząca
- Marcus Siepen – gitara rytmiczna
- Thomas "Thomen" Stauch – perkusja

Gościnnie
- Oliver Holzwarth – bas
- Matthias Wiesner – keyboard

## Single
- And Then There Was Silence (2001)

## Inspiracje
- Precious Jerusalem to utwór o ostatnich dniach Jezusa Chrystusa.
- The Soulforged traktuje o magu Raistlinie ze świata Dragonlance (bohater ten został wybrany przez fanów zespołu).
- Punishment Divine opowiada o szaleństwie filozofa Fryderyka Nietzsche.
- And Then There Was Silence przywołuje temat wojny trojańskiej i dziejów Achillesa według opisu Homera w Iliadzie.
- Age of False Innocence opowiada o procesie Galileusza.
- The Maiden and the Minstrel Knight opowiada o nieszczęśliwej miłości Tristana i Izoldy, bohaterów legend arturiańskich.